# Valetudinaria

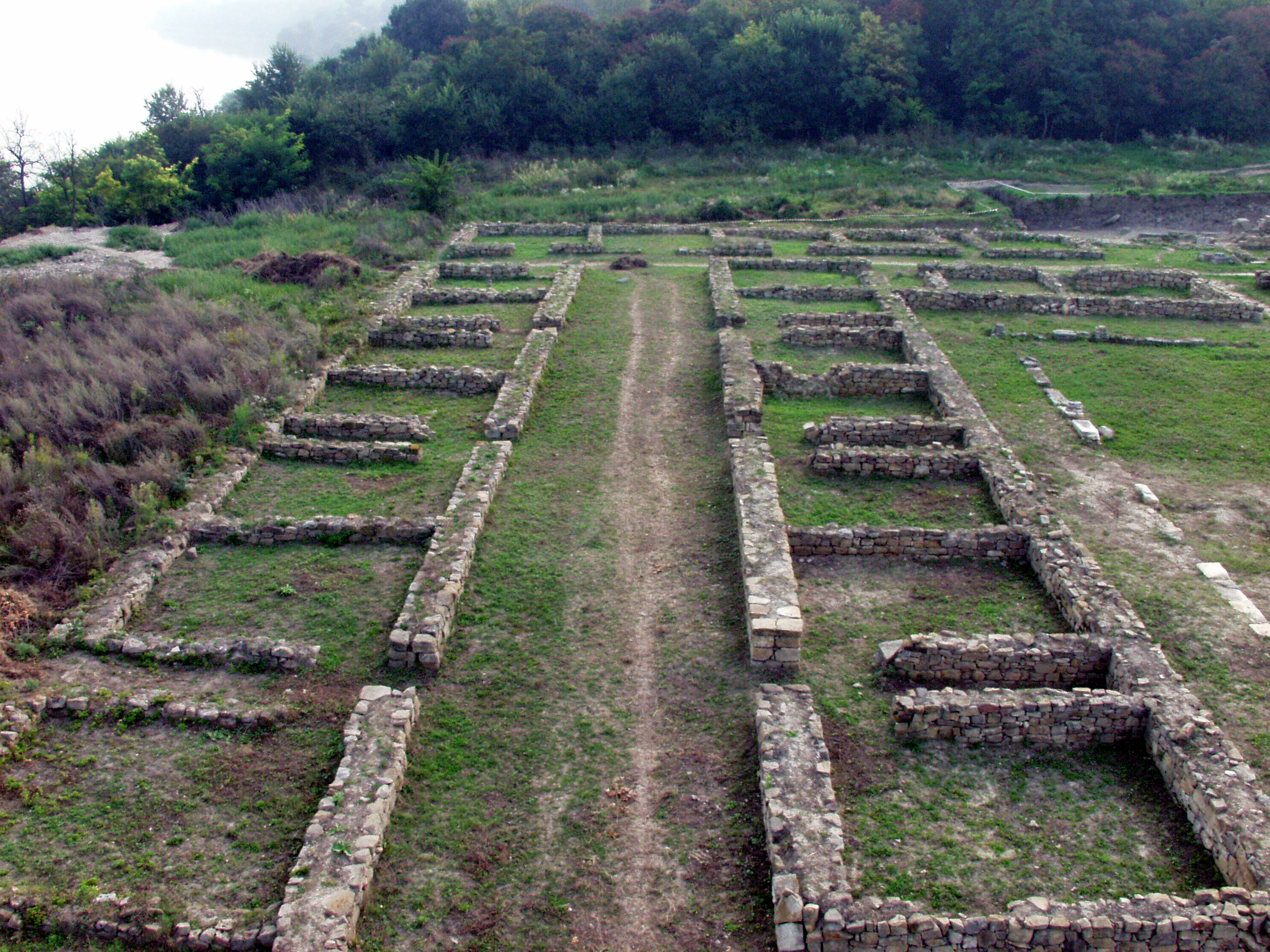
Ruinas de una valetudinaria romana ubicadas en Bulgaria

La palabra «valetudinaria» proviene del latín: «valetudo» significa («buena salud»). Los valetudinaria eran edificaciones del Imperio Romano equivalentes a los hospitales de hoy en día. Fueron construidos en la época del emperador Augusto, que pese a generar un estado de relativa paz, la llamada Pax Augusta, mantuvo una serie de guerras fronterizas constantes en pro de su expansión territorial.
Los valetudinaria eran construcciones que consistían en pequeñas habitaciones divididas por una serie de pasillos; constaban generalmente de un corredor central e hileras a ambos lados, con salas para una capacidad de hasta cuatro o cinco personas. Se cree que eran lugar de descanso y sanación de esclavos y soldados, además de otorgarle hospicio a viajeros amigos del Imperio. Sin embargo, no está del todo claro cuánto realmente se asemejaban sus funciones a las de los hospitales actuales, pues su caracterización de institución médica se basa principalmente en el instrumental médico encontrado arqueológicamente, más que escritos que los declarasen para tal fin.

## Origen
La civilización romana no se caracteriza por lograr un gran avance en el conocimiento médico teórico. Lo cierto es que tenían un bajo interés en la investigación, al punto de que muchos de los escritos médicos eran en verso. Sin embargo, sí desarrollaron la salud pública a través de la construcción de sistemas sanitarios, como los conocidos alcantarillados y hospitales. Inicialmente eran conocidos como Illa Tiberiana; lugar donde los enfermos pobres iban a morir. Esto no se mantuvo constantemente, pues rápidamente los lugares de acogida de enfermos fueron evolucionando junto a la expansión territorial del imperio, creándose edificaciones como respuesta directa a la necesidad de ayuda bélica, no así a la civil. Estos primeros centros de atención fueron construidos a lo largo del imperio, en los primeros siglos Antes de Cristo,  siendo descubiertos en gran cantidad en las ruinas de fortalezas militares de antaño. Evidencias arqueológicas indican que existen en las localidades de Neuss y el Bajo Rin. Desafortunadamente, es poco lo que se sabe sobre la medicina militar en la era de la república. Según Tito Livio, inicialmente los heridos en batalla debían ser llevados a poblados cercanos a las propias zonas de conflicto en búsqueda de refugio, lo que constituía un riesgo para el herido. En ese momento, se vio la importancia de intervenir a tiempo en los heridos, a fin de evitar un gran número de pérdidas. Fue esta necesidad netamente militar la que los llevó a idear estos modelos de atención, lo que también explica por qué los romanos mostraron un gran interés por el desarrollo de la cirugía; todo resultó en una respuesta rápida y directa para suplir la necesidad militar. Así, con la reforma del ejército de Augusto, se introdujeron médicos formados en atención bélica específica, además de la formación civil, potenciando así la atención en pro del imperio.

### Desarrollo y evolución
El desarrollo de la Valetudinaria (hospitales militares) se realiza durante el imperio romano, en respuesta a las exigencias militares que en ese momento se daban.  Muchos han sido descubiertos entre las ruinas de antiguas fortalezas militares romanas. Al igual que los hospitales más modernos, se compone de una serie de pequeñas habitaciones, divididas por pasillos. Se cree que han sido para el alivio de los esclavos y soldados, y ha proporcionado hospitalidad a los viajeros.
Como se mencionó anteriormente, fue durante la era romana en donde se desarrolló esto, junto a otras disciplinas médicas como lo es el mayor desarrollo de la cirugía, las obras sanitarias y hospitales. El mayor desarrollo de la cirugía se circunscribió casi enteramente a la cirugía militar. Los hospitales romanos, se construyeron principalmente para atender soldados. Las obras de sanidad pública están representadas por los grandes acueductos, alcantarillas y baños públicos.
Se  desarrolló un sistema de hospitalización. Inicialmente, los soldados heridos se alojaban en las casas de los ricos. Más tarde se erigieron tiendas de campaña separadas de los barracones. Finalmente se construyeron hospitales (valetudinaria) en todas las guarniciones situadas a lo largo de las fronteras del imperio. Edificados con piedra y madera, estaban cuidadosamente planificados y dotados de instrumental, provisiones y medicamentos. Por el contrario, no surgieron hospitales para civiles en las ciudades hasta el siglo IV d. C..
El ambiente militar que se vivía en esa época fue una gran influencia para el desarrollo de la medicina militar. Los procedimientos romanos de reclutamiento, en donde el médico realizaba un examen de salud a los aspirantes, entrenamiento (con la presencia permanente de un médico en el campo de entrenamiento, por si alguien resultaba herido, o sufría alguna lesión) y medidas disciplinarias, que estaban muy avanzados, mantenían a sus tropas con el mejor entrenamiento y en la mejor forma física de su tiempo.
El servicio médico, las ideas de higiene y las dietas también estaban avanzadas. No solo contribuían a mantener a los soldados vivos, sino que también les ayudaban a producir los soldados más sanos y mejor alimentados que había visto el mundo en aquella época. Los soldados romanos también eran muy observados. 
Se hablaba del Medicus Ordinarius  el cual era un médico especializado, con el rango de centurión, aunque con responsabilidades exclusivamente médicas. El Medicus Ordinarius (Oficial Jefe Médico) tenía un rango equivalente a centurión, y era el hombre a cargo de los capsarii (vendadores) en el hospital (Valetudinarium).
Se dice que el número de hombres enfermos en todo el ejército cifraba entre 300 y 500. Incluso, empleando a gran número de sirvientes para cuidarlos, parecería que, al menos 10 o 20 médicos habrían sido necesarios para ello.
Si se asignan 20, dos por cohorte, se puede suponer que cada dos de ellos llevaba una tienda, pero con 20 sirvientes como asistentes.
Los soldados heridos serían trasladados desde el campo de batalla sobre sus escudos, pero aquellos incapacitados para caminar por su propio pie tendrían una forma de transporte alternativo, bien para ir de un campamento a otro, o bien para ser llevados a algún campamento base más seguro. En cada caso, parece plausible que la legión dispusiera de algún tipo de ambulancias para este fin.
Como ambulancia, es presumible que se empleara un carro ligero de dos ruedas por cada cohorte, conducida por algún asistente. Los diez asistentes restantes se ocuparían de los convoyes de mulas.
No hay duda de que el ejército romano tenía un Servicio Médico. En la Época Imperial, cada unidad, tanto de legionarios como de tropas auxiliares, tenía personal médico. Estaba el medicus ordinarius (con rango de centurión, como indicado anteriermente) y varios medici/paramédicos, que serían: inmunes, sesquiplicarii ( recibían paga y media) o inclusive, duplicarii (recibían doble salario).
Estos médicos eran asistidos por los capsarii, que, como su nombre indica, se ocupaban de los botiquines conteniendo el instrumental, los vendajes y las medicaciones.
El servicio médico en su totalidad estaba a las órdenes directas del Praefectus Castrorum.
Había un hospital militar (Valetudinarium) en cada campamento permanente de la Legión. Es de destacar el de la base legionaria de Vetera Castra, cuyos parámetros de ingeniería sanitaria, comodidad e higiene no fueron alcanzados por los hospitales militares hasta muy avanzado el siglo XIX.
Finalmente Roma, como civilización, no avanzó en el terreno médico porque no tuvo interés por la investigación en este campo. La gran aportación a la medicina realizada por Roma fue el sistema hospitalario de la sanidad pública. Aunque en sus comienzos apenas era un refugio, conocidos como Illa Tiberiana, donde los enfermos pobres pudieran morir, con la expansión del imperio, se fueron edificando hospitales militares o Valetudinaria, desarrollados como respuesta a una necesidad impuesta por este crecimiento. Creados en lugares estratégicos del imperio, no tenían parangón en la antigüedad. Su arquitectura era siempre igual, un corredor central e hileras a ambos lados de pequeñas salas, cada una con una capacidad de cuatro o cinco personas.

### Consolidación
El desarrollo de la valetudinaria tuvo lugar en distintas épocas de la historia, tanto en el imperio romano, como en la Época  medieval. Posteriormente, su idea esencial de refugio y centro asistencial se masificó al resto del mundo, junto con el desarrollo de nuevas tecnologías. Al igual que todos los grandes cambios que han surgido en la Historia Universal, el desarrollo de los hospitales comenzó durante el apogeo romano, debido a la necesidad de curar a la milicia herida.
El gran aporte de Roma a la medicina fue el Sistema Hospitalario de la Sanidad Pública.| Con la expansión del imperio, se construyeron hospitales militares o Valetudinaria, desarrollados por la necesidad de curar a los militares malheridos durante las guerras,  creados en lugares estratégicos del imperio. A pesar de esto, los Hospitales civiles o Hospitales de caridad no se desarrollaron hasta el siglo IV d. C. y fueron producto de la piedad cristiana específicamente con Fabiola de Roma y 
Basilio el Grande.
.
Se podría decir que la consolidación de los Hospitales como centros de sanidad ocurrió durante la medicina medieval,  y fue un proceso mucho más importante que lo realizado durante la Valetudinaria Romana. Después de los hospitales construidos durante el imperio de Constantino, en 1145 y bajo la influencia árabe, comenzó una segunda ola de fundación de hospitales, siendo el primero el Hospital de Montpellier.
Tras el curso de pocos siglos, había una red de hospitales en toda Europa, de carácter cristiano, que estaban destinados a amparar y proteger a peregrinos y pobres, que podían estar enfermos o no, para darles hospitalidad, y que pudieran tener una muerte digna y cercana a Dios. El carácter médico de los hospitales lo tuvieron los que estaban administrados por ciertas órdenes caballerescas, como la Orden de los Caballeros de San Juan en el Hospital de Jerusalem. Nuevamente se desarrolló otro ámbito importante gracias a los problemas bélicos del periodo, lo que permitió que se designara a los hospitales como centros para curar a los enfermos, y no solo ayudarlos a morir en paz y acompañados de Dios, como en los Hospitales Cristianos.
La transformación de Hospicio a Hospital se aceleró en el siglo XIII, y permitió que se establecieran los reales Hospitales, a los que la gente acudía para que el personal médico curara sus enfermedades.

## Proyección Futura
Gracias al desarrollo de la valetudinaria se sentaron las bases para proyectos futuros de hospitales en Europa y el resto del mundo. Al igual que en todos los sucesos importantes de la historia, comenzó su desarrollo debido a las necesidades de la milicia, las cuales posteriormente fueron traspasadas al resto de la población de Europa, y con el paso de los siglos al resto del mundo.
Los hospitales han presentado una gran evolución desde sus comienzos, con los descubrimientos de técnicas avanzadas de biología molecular y celular, el desarrollo de nuevas técnicas terapéuticas y los avances tecnológicos desarrollados por el hombre, han permitido que el diagnóstico y tratamiento de enfermedades sea algo eficaz y relativamente rápido. 
Además, se han construido hospitales especiales, para cada especialidad, como por ejemplo el desarrollo de hospitales pediátricos, traumatológicos, cardiológicos, etc., que han aumentado rápidamente en número durante el paso de los últimos años. 
En el siglo XX la innovación de la tecnología ha progresado rápidamente y ha cambiado cada una de las facetas de nuestras vidas. La medicina tiene una larga historia, pero la evolución de los sistemas para la recuperación y la preservación de la salud es un fenómeno moderno. Un producto particular de este proceso en evolución ha sido el establecimiento de hospitales modernos y de centros tecnológicamente sofisticados. 
Los cambios ocurridos dentro de las ciencias médicas se originaron con el rápido desarrollo de las ciencias aplicadas, como la química, la fisiología, la ingeniería, la microbiología, etc., desde los primeros años del siglo XX. Este proceso de desarrollo fue caracterizado por una intensa y fértil relación interdisciplinaria, que permitió a la investigación médica dar grandes saltos en el desarrollo de técnicas para el diagnóstico y tratamiento de enfermedades. Tecnología en salud: inicios, evolución y tendencias. 
Se ha convertido en una necesidad el uso de computadoras en registros clínicos, monitoreo y control de procesos en unidades de cuidados intensivos, apoyo al diagnóstico y entrenamiento . El uso de imágenes médicas obtenidas de dispositivos de ultrasonidos, tomógrafos computarizados, resonancia magnética, entre otros procedimientos, han permitido un diagnóstico más rápido  y certero.
Uno de los nuevos conceptos que se ha desarrollado en hospitales, es la idea de un hospital sustentable, basado en el principio de las alteraciones en el sistema climático mundial debido a las acciones del hombre, asociada a las emisiones de gases de efecto invernadero y la contaminación de agua producidas principalmente por la producción y utilización de energía no renovable. Es por esto que los edificios sustentables son una opción para contribuir a la prevención y mitigación de los daños al medio ambiente así como a la restauración del mismo. Un hospital eco – eficiente satisface de forma equilibrada las necesidades del usuario y el medio ambiente, además de consumir menos recursos y reducir la contaminación y residuos generados. Hospitales Sustentables.